# 嚴澈
嚴澈（8世纪？—813年），唐朝华州华阴人。严绶之子。
河东李进贤善于畜牧，家有钱财，被严绶署为牙门将。元和年间，李进贤为振武节度使，辟严澈为判官。严澈年轻，治法苛刻，军中以他为苦。元和八年（813年）十二月，回鹘入辟鹈泉，李进贤发兵讨伐，给粮食不到位，军抵鸣砂，军士焚杀其将杨遵宪而还军。李进贤大怒，军士于是烧城门，进攻李进贤，左右拒战不胜，缒城而去，逃到靖边军。军士于是杀死严澈而屠灭李进贤之家。下诏以夏绥银节度使张煦取代李进贤，诛杀乱首数百人后才平定。